# Bogusław Dąbrowa-Kostka
Bogusław Leonard Dąbrowa-Kostka (ur. 19 listopada 1957 w Rabce-Zdroju) – polski operator filmowy, realizator telewizyjny, reżyser filmów dokumentalnych, dziennikarz, scenarzysta, producent.

## Życiorys
Urodził się 19 listopada w Rabce-Zdroju, jego ojcem był Stanisław Dąbrowa-Kostka, żołnierz Armii Krajowej, kawaler Orderu Virtuti Militari, więzień czasów stalinowskich. Mama Anna pochodziła z domu Stahl, była bratanicą prof. Zdzisława Stahla oraz wnuczką wieloletniego wiceprezydenta Lwowa, pełniącego kadencję w latach 1911–1927 dr. Leonarda Stahla, po którym Bogusław odziedziczył drugie imię. Ojciec dwójki dzieci Agaty i Tomasza.
W 1959 roku po wieloletniej tułaczce Bogusław wraz z rodzicami i trojgiem rodzeństwa zamieszkał w Krakowie. W latach 70. należał do harcerstwa, był ministrantem i zawodnikiem judo mającym w dorobku m.in. wygrany w 1972 roku międzynarodowy turniej juniorów. W latach 1979–1980 był członkiem grupy fotograficznej Wtorek 20 przy Centrum Kultury "Dworek Białoprądnicki" w Krakowie, zrealizował wtedy swoje pierwsze wystawy fotograficzne. W tamtym czasie rozpoczął studia stacjonarne na wydziale Historii Uniwersytetu Jagiellońskiego, które przerwał w 1979 roku po cofnięciu legitymacji studenckiej przez władze uczelni.
Dokumentował ważne wydarzenia związane z działalnością niepodległościową. W trakcie stanu wojennego przechowywał archiwum krakowskiego NZS. W latach 1980–1983 wykonywał i przekazywał dla zachodnich mediów za pośrednictwem podziemnych struktur krakowskiej Solidarności zdjęcia ze strajków i manifestacji jakie miały miejsce w Krakowie. W 1981 roku przywiózł do Londynu zdjęcia, których część ukazała się anonimowo w listopadowym numerze Orła Białego. Zamieścić zdjęcia w tygodniku pomógł mu stryjeczny dziadek prof. Zdzisław Stahl.
We wrześniu 1980 roku został członkiem NSZZ Solidarność w TVP Kraków, gdzie pracował w Wydziale Filmowym. Po wprowadzeniu stanu wojennego został negatywnie zweryfikowany, przesunięty na inne stanowisko, a następnie przeznaczony do zwolnienia.
W 1983 roku dostał się na Wydział Operatorski i Realizacji Telewizyjnej w PWSFTViT w Łodzi, nie otrzymał jednak bezpłatnego urlopu na studia stacjonarne. Ukończył studia w 1987 roku i bezskutecznie starał się o powrót do pracy w telewizji. Dopiero po interwencji Jerzego Wójcika u ówczesnego dyrektora artystycznego Kazimierza Kutza w 1989 roku otrzymał etat w TVP Kraków.
Od 1991 roku członek Stowarzyszenia Filmowców Polskich z rekomendacji prof. Jerzego Wójcika i Kazimierza Kutza. Współzałożyciel w 2005 roku Krakowskiego Koła SFP, pierwszego w historii oddziału terenowego, jego pierwszy wiceprzewodniczący. Był członkiem Komisji Zakładowej Solidarności w TVP Kraków, w latach 2006–2009.
Mimo poparcia prezesa krakowskiego IPN Janusza Kurtyki bezskutecznie próbował w 2004 roku utworzyć Zespół ds. Dokumentu przy krakowskim TVP. W 2008 roku rozpoczął autorski projekt – cykl filmów dokumentalnych „Generałowi dziękujemy”, a następnie „Pamięć i Przyszłość”. Zaniepokoiły go badania, z których wynikało, że połowa Polaków uważała, iż słusznie 13 grudnia 1981 roku gen. Wojciech Jaruzelski wprowadził stan wojenny. Opierając się na własnych zdjęciach i zgromadzonych przez siebie materiałach chciał stworzyć zbiorowy portret pokolenia Solidarności, który „miał się przyczynić do poznania i zrozumienia przemian zachodzących w Polsce po 1989 roku”. Z powodu braku zainteresowania mediów początkowo zdjęcia z okresu Solidarności i stanu wojennego wieszał w kawiarniach i restauracjach Krakowa: m.in. w Imbirze, Cudownych Latach i Chimerze czy w krakowskiej Wyższej Szkole Europejskiej. Następnie prace doczekały się pierwszych oficjalnych wystaw m.in. w oddziałach Muzeum Historycznego Miasta Krakowa, na Zamku Królewskim w Niepołomicach, w MDK im. A. Bursy. Były również wystawiane w szeregu oddziałów IPN czy Muzeum Narodowego wraz z etiudą filmową „Wigilia” zrealizowaną w 1986 roku w PWSFTviT. Fotografie opublikowano na stronie internetowej TVP Kraków w ramach projektu poszukiwania osób, które znajdowały się na zdjęciach, świadków tamtych wydarzeń.
Po ukończeniu pierwszego odcinka cyklu „Generałowi dziękujemy”, a podczas realizacji filmu dokumentalnego opartego na odnalezionych protokołach z weryfikacji dziennikarzy w stanie wojennym w krakowskich mediach, prasie, radiu i telewizji, został zwolniony z TVP Kraków. Wobec braku zainteresowania tematem weryfikacji zarówno instytucji państwowych powołanych do badania historii, jak i wydawnictw, czy dziennikarzy opublikował w 2019 roku część protokołów z weryfikacji oraz niedokończony film na swojej stronie internetowej „Generałowi dziękujemy”.
W 2011 roku, w trzydziestą rocznicę wprowadzenia stanu wojennego, wydał album zawierający zdjęcia z krakowskich strajków i manifestacji. W 2015 roku część zdjęć została opublikowana w albumie: „Zapis zdarzeń: przemiany społeczne, polityczne i kulturowe w latach 1980–1989 w obiektywach fotografików krakowskich”.
W marcu 2012 roku w kościele św. Stanisława Kostki w Krakowie brał udział w 12-dniowym strajku głodowym w obronie nauczania historii, w obronie tożsamości. Na podstawie tych wydarzeń zrealizował film "Gdzieś w środku Europy". Strajk uznano za jedno z dwunastu najważniejszych wydarzeń roku przez Dziennik Polski.
Działał charytatywnie na rzecz Hospicjum św. Łazarza w Krakowie oraz Fundacji im. Brata Alberta.
W 2017 roku otrzymał z rąk ówczesnej Minister Edukacji Anny Zalewskiej Medal Komisji Edukacji Narodowej.

## Filmografia
Na podstawie źródła

### Autor zdjęć
- 2016 – Gdzieś w środku Europy
- 2011 – Kolumb jest nasz
- 2009 – Panu generałowi dziękujemy
- 2008 – Zabierz mnie stąd
- 2002 – Cienie
- 1999 – Droga do...
- 1997 – Lenin z Krakowa
- 1996 – Leo Lipski
- 1996 – Świt
- 1995 – "... i we mnie jest teatr cały"
- 1995 – Kinoteatr Witkacego
- 1995 – Przezroczysty pokój
- 1995 – Słoneczna
- 1993 – Andrzej Kijowski
- 1993 – Łowca dźwięków
- 1989 – Dała życie...
- 1989 – Linia życia
- 1988 – Gloria
- 1988 – Kiedy noc staje się najgłębsza wstaje świt
- 1988 – Monika
- 1987 – AFA
- 1987 – Łąka kwiatów
- 1986 – Ad quid venisti?
- 1986 – Minjan
- 1986 – Niewczas
- 1986 – Wielki erotoman
- 1986 – Wigilia
- 1985 – Razem

### Reżyser
- 2016 – Gdzieś w środku Europy
- 2009 – Panu generałowi dziękujemy
- 2002 – Cienie
- 1999 – Droga do...
- 1995 – Słoneczna
- 1994 – Lena
- 1988 – Gloria
- 1986 – Wigilia

### Scenarzysta
- 2016 – Gdzieś w środku Europy
- 2009 – Panu generałowi dziękujemy
- 2002 – Cienie
- 1999 – Droga do...
- 1995 – Słoneczna

### Oświetlenie
- 2005 – Kreatura – spektakl telewizyjny
- 2000–2001 – Klinika pod wyrwigroszem – serial fabularny (odcinki 5-6)
- 1994 – Poplątanie z pomieszaniem – spektakl telewizyjny
- 1993 – Ziemia niczyja – spektakl telewizyjny
- 1985 – Fizycy
- 1985 – Jonas

### Reżyser światła
- 2002 – Sonata B – spektakl telewizyjny
- 1993 – Siostrzyczki – spektakl telewizyjny
- 1992 – Król Edyp – spektakl telewizyjny
- 1992 – Polowanie na karaluchy – spektakl telewizyjny
- 1992 – Przeprowadzka – spektakl telewizyjny
- 1991 – Noc Walpurgii albo kroki komandora – spektakl telewizyjny
- 1991 – Zapach orchidei – spektakl telewizyjny
- 1990 – Kolacja na cztery ręce – spektakl telewizyjny
- 1990 – Opis obyczajów, czyli jak zwyczajnie wszędzie się miesza złe do dobrego – spektakl telewizyjny
- 1990 – Śmierć – spektakl telewizyjny
- 1989 – Do piachu... – spektakl telewizyjny

## Nagrody indywidualne
- 2016 – wyróżnienie na V Ogólnopolskim Festiwalu Filmu Niezależnego OKNO za film “Gdzieś w środku Europy”
- 2003 – II Nagroda na Międzynarodowym Festiwal Filmów Katolickich w Niepokalanowie za film „Cienie”[1]
- 2003 – Nagroda Specjalna ufundowana przez Andrzeja Jurgę na festiwalu Happy End w Zielonej Górze 2003 za film „Cienie”[13]
- 2003 – film “Cienie” reprezentował polską kinematografię na Polish Film Festival in America[14]
- 2001 – II Nagroda na Międzynarodowym Festiwalu w Niepokalanowie za film „Droga do...”[1]
- 1995 – Nagroda Główna Prezydenta Łodzi na Festiwalu Mediów za film „Słoneczna”[1]
- 1986 – Nagroda na Międzynarodowym Festiwalu Szkół Filmowych w Poczdamie za film „Wigilia”[1]